# Gymnothorax moringa
Мурена плямиста (Gymnothorax moringa) — вид середнього розміру риб з родини муренові.

## Назва
Інші поширені назви: плямистий вугор, червона мурена, крапчаста мурена, білий конг, білощелепа мурена, білоборода мурена.

## Опис
Мають довге змієподібне тіло білого або блідо-жовтого кольору з невеликими червонувато-коричневими до темно-коричневими плямами. Зазвичай сягають 60 см завдовжки, але можуть виростати до 2 м і важити 2,51 кг.

## Поширення та середовище існування
Населяють західну частину Атлантичного океану від Північної Кароліни і Бермудських островів до Бразилії, включаючи Мексиканську затоку та Карибське море. Також зустрічаються навколо островів Середньої та Східної Атлантики аж до острова Свята Олена на півдні. Зазвичай тримаються на глибині до 200 м.

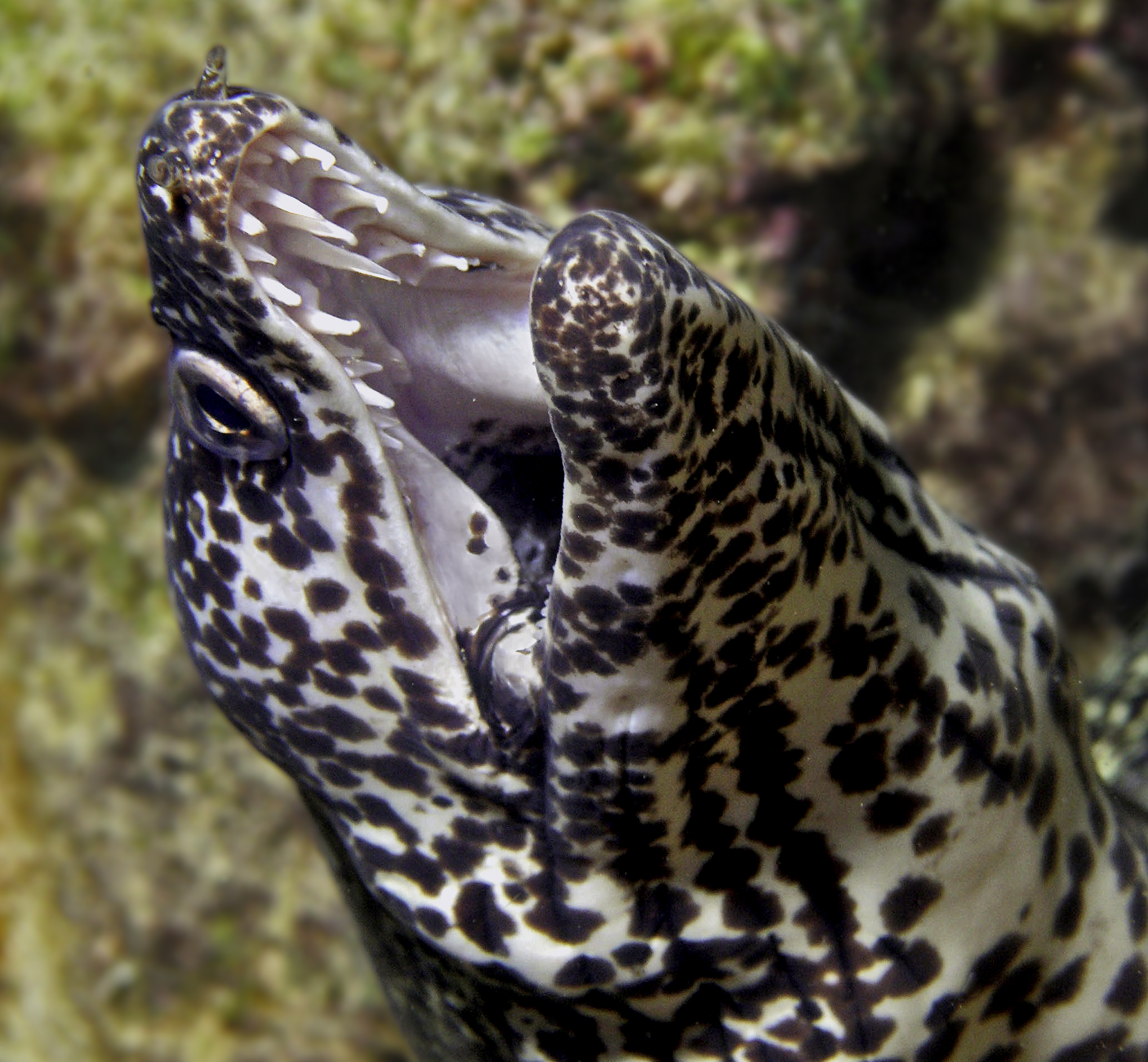
У плямистих вугрів подвійні ряди зубів.

Плямисті мурени живуть поодинці, зазвичай ховаються у вузьких щілинах та отворах в рифових структурах, назовні визирають лише їхні голови. Риби активні протягом дня, харчуються ракоподібними та рибою на морському дні або поблизу нього.

## Небезпека
Укус плямистої мурени може бути небезпечним для людини через пошкодження й можливість потрапляння в рану токсинів.

## Практичне використання
Існує незначний промисел плямистих мурен. Їх також утримують в акваріумах, поки це дозволяють розміри риб.